# Lilla Svarvtjärnen
Lilla Svarvtjärnen är en sjö i Norbergs kommun i Västmanland och ingår i Norrströms huvudavrinningsområde.